# 미야시타 아키라
미야시타 아키라(일본어: 宮下 あきら, 1957년 10월 8일 ~ )는 일본의 만화가이다. 1979년에 만화가로 데뷔한 이래 돌격! 남자훈련소, 바라문 가족, 열혈마계남, 천하무쌍 등의 작품을 남겼다. 일본인으로서는 비교적 드물게 영어에 매우 능통하여 그의 영어실력은 미국인과 영어로 의사소통이 가능한 수준이다. 어느 정도로 능통하냐 하면 텍사스 사투리를 구분할 수 있을 정도로 능통하다.
북두의권으로 유명한 하라 테츠오는 그의 절친이다.

## 만화의 특징
미야시타 아키라는 자신의 만화 필체와 자신의 외모가 비슷해서 작가와 만화 사이의 괴리감이 적은 만화가이다.

## 같이 보기
- 오다 에이치로
- 하라 테츠오